# Duma i uprzedzenie (koreański serial telewizyjny)
Duma i uprzedzenie (hangul: 오만과 편견 Omangwa pyeongyeon) – południowokoreański serial telewizyjny emitowany na antenie MBC. Serial był emitowany od 27 października 2014 roku do 13 stycznia 2015 roku, w poniedziałki i wtorki o 22:00, liczy 21 odcinków. Według Nielsen Korea odcinek 11 osiągnął najwyższą oglądalność (11,1%), a według TNMS odcinek 6 (12,8%). Główne role odgrywają w nim Choi Jin-hyuk, Baek Jin-hee, Choi Min-soo, Lee Tae-hwan oraz Son Chang-min.
Serial jest dostępny z napisami w języku polskim za pośrednictwem platformy Viki, pod tytułem Duma i uprzedzenie.

## Obsada
| - Choi Jin-hyuk jako Goo Dong-chi - Noh Tae-yeop jako młody Goo Dong-chi - Baek Jin-hee jako Han Yeol-moo - Park Si-eun jako młoda Han Yeol-moo - Choi Min-soo jako Moon Hee-man - Lee Tae-hwan jako Kang Soo / Seo Tae-won - Son Chang-min jako Jung Chang-gi - Choi Woo-shik jako Lee Jang-won - Jang Hang-sun jako Yoo Dae-gi - Jung Hye-sung jako Yoo Kwang-mi - Noh Joo-hyun jako Lee Jong-gon - Kim Yeo-jin jako Oh Do-jung | - Baek Soo-ryun jako Baek Geum-ok - Kim Na-woon jako Kim Myung-sook - Kim Kang-hoon jako Kim Chan - Jung Chan jako Choi Gwang-gook - Han Gap-soo jako Goo Young-bae - Song Sam-dong jako Kwon Dae-yong - Lee Hyun-gul jako Baek Sang-dae - Jung Ji-hoon jako Han Byul - Kim Hae-na jako Cha Yoon-hee Cameo - Jung Sung-mo jako Han Byul's mother - Kwak Ji-min jako Song Ah-reum - Jung Chan jako Choi Kwang-gook - Im Seung-dae jako Kang Moo-sung - Choi Joon-yong jako Oh Tae-gyun - Maeng Sang-hoon jako Park Soon-bae - Kim Hye-yoon jako Kang Han-na |

## Oglądalność
| No. | Data emisji               | Oglądalność | Oglądalność |
| No. | Data emisji               | TNmS        | AGB Nielsen |
| --- | ------------------------- | ----------- | ----------- |
| 1   | 27 października 2014(dts) | 9,3%        | 11,2%       |
| 2   | 28 października 2014(dts) | 8,3%        | 11,0%       |
| 3   | 3 listopada 2014(dts)     | 9,6%        | 11,6%       |
| 4   | 4 listopada 2014(dts)     | 10,1%       | 10,8%       |
| 5   | 10 listopada 2014(dts)    | 10,6%       | 12,1%       |
| 6   | 11 listopada 2014(dts)    | 11,0%       | 12,8%       |
| 7   | 17 listopada 2014(dts)    | 11,0%       | 10,7%       |
| 8   | 24 listopada 2014(dts)    | 10,5%       | 11,3%       |
| 9   | 25 listopada 2014(dts)    | 10,3%       | 11,9%       |
| 10  | 1 grudnia 2014(dts)       | 10,2%       | 10,3%       |
| 11  | 2 grudnia 2014(dts)       | 11,1%       | 11,1%       |
| 12  | 8 grudnia 2014(dts)       | 9,8%        | 9,7%        |
| 13  | 8 grudnia 2014(dts)       | 9,8%        | 10,6%       |
| 14  | 15 grudnia 2014(dts)      | 9,2%        | 9,2%        |
| 15  | 16 grudnia 2014(dts)      | 10,2%       | 9,9%        |
| 16  | 22 grudnia 2014(dts)      | 9,2%        | 9,4%        |
| 17  | 23 grudnia 2014(dts)      | 9,7%        | 10,0%       |
| 18  | 5 stycznia 2015(dts)      | 7,7%        | 8,4%        |
| 19  | 6 stycznia 2015(dts)      | 8,8%        | 8,2%        |
| 20  | 12 stycznia 2015(dts)     | 9,4%        | 8,0%        |
| 21  | 13 stycznia 2015(dts)     | 9,3%        | 9,7%        |

## Nagrody i nominacje
| Rok  | Nagroda          | Kategoria                                            | Nominowany                   | Wynik     |
| ---- | ---------------- | ---------------------------------------------------- | ---------------------------- | --------- |
| 2014 | MBC Drama Awards | Serial roku                                          | Duma i uprzedzenie           | Nominacja |
| 2014 | MBC Drama Awards | Excellence Award, Actor in a Special Project Drama   | Choi Jin-hyuk                | Wygrana   |
| 2014 | MBC Drama Awards | Excellence Award, Actress in a Special Project Drama | Baek Jin-hee                 | Wygrana   |
| 2014 | MBC Drama Awards | Golden Acting Award, Actor                           | Choi Min-soo                 | Wygrana   |
| 2014 | MBC Drama Awards | Best Couple Award                                    | Choi Jin-hyuk i Baek Jin-hee | Nominacja |
| 2014 | MBC Drama Awards | Popularity Award, Actor                              | Choi Jin-hyuk                | Nominacja |
| 2014 | MBC Drama Awards | Popularity Award, Actress                            | Baek Jin-hee                 | Nominacja |